# 竹口幸紀
竹口 幸紀（たけぐち ゆきのり、1955年6月16日 - ）は、北海道出身の元プロ野球選手（投手）。右投右打。

## 来歴・人物
北海高等学校では、上手から投げおろす本格派。落差の大きなドロップやシュートが武器で、1試合平均10奪三振をマークしていた。
1973年のドラフトで日本ハムファイターズから6位で指名され入団。日本ハムを1975年に自由契約となり、ヤクルトスワローズに入団したが、一軍公式戦に出場することはなく、1976年引退した。

## 詳細情報

### 年度別投手成績
- 一軍公式戦出場なし

### 背番号
- 49 （1974年 - 1975年）
- 54 （1976年）